# Glyphidoptera polymita
Glyphidoptera polymita är en fjärilsart som beskrevs av Turner 1916. Glyphidoptera polymita ingår i släktet Glyphidoptera och familjen vecklare. Inga underarter finns listade i Catalogue of Life.